# 70 (số)
70 (bảy mươi) là một số tự nhiên ngay sau 69 và ngay trước 71.